# Stranger Eyes
Stranger Eyes (默視錄 Mò shì lù, dt.: „Fremde Augen“) ist ein Spielfilm von Yeo Siew Hua aus dem Jahr 2024. Der Thriller handelt von einem jungen Paar, das nach seiner vermissten Tochter sucht. Die Eltern erhalten daraufhin mysteriöse Videos und müssen feststellen, dass jemand ihren Alltag heimlich gefilmt hat. Die Hauptrollen übernahmen unter anderem Wu Chien-ho und Lee Kang-sheng. Das Werk wurde Anfang September 2024 auf dem Filmfestival von Venedig uraufgeführt.

## Handlung
Ein junges Paar wird mit dem Verschwinden seiner kleinen Tochter konfrontiert. Auch erhält es seltsame Videos und muss feststellen, dass ein Voyeur heimlich seinen Alltag aufgenommen hat. Auch sehr intime Momente wurden gefilmt. Die Polizei verdächtigt den mysteriösen Absender der Videos, an der Entführung des Kindes beteiligt gewesen zu sein. Daraufhin wird eine Überwachung angeordnet. Der verzweifelte Familienvater Darren hat bald den Verdacht, dass sein Nachbar Goh etwas mit den Aufnahmen und dem Verschwinden seiner Tochter zu tun haben könnte. Er beschließt, sich auf die Suche nach dem Supermarktleiter zu machen. Bald schon wird der gejagte Darren selbst zum Jäger.

## Veröffentlichung
Die Premiere von Stranger Eyes erfolgte am 5. September 2024 auf dem 81. Filmfestival von Venedig, wo das Werk in den Hauptwettbewerb aufgenommen wurde.

## Auszeichnungen
Für Stranger Eyes erhielt Yeo Siew Hua eine Einladung in den Wettbewerb um den Goldenen Löwen, den Hauptpreis des Filmfestivals von Venedig.
Noch in der Vorproduktion wurde das Projekt im Jahr 2020 mit dem AF Fiction Award beim Hong Kong–Asia Film Financing Forum (HAF) prämiert. Ein Jahr später folgte im Rahmen der Taipei Golden Horse Film Project Promotion die Auszeichnung mit dem FPP Visionary Award (2021).